# Casamicciola Terme
Casamicciola Terme é uma comuna italiana da região da Campania, província de Nápoles, com cerca de 7.347 habitantes. Estende-se por uma área de 5 km², tendo uma densidade populacional de 1469 hab/km². Faz fronteira com Barano d'Ischia, Forio, Ischia, Lacco Ameno, Serrara Fontana.
É um dos seis municípios que foram a ilha de Ísquia.

## Demografia
| Variação demográfica do município entre 1861 e 2011                               |
|                                                                                   |
| Fonte: Istituto Nazionale di Statistica (ISTAT) - Elaboração gráfica da Wikipedia |